# 동경 22도
동경 22도(東經22度)는 본초 자오선에서 동쪽으로 22도 떨어진 경선이다. 북극점에서 시작하여 북극해, 유럽, 아프리카, 인도양, 남극해, 남극을 거쳐 남극점에 이른다.
동경 22도는 서경 158도와 이어져 지구의 둘레를 이룬다.
앙골라와 잠비아 사이의 국경 일부로 규정되어 있다.

북극점에서 남극점까지 동경 22도선은 다음 지역을 지나간다.
| 좌표                                                  | 나라, 지역, 해역     | 주석                                           |
| ----------------------------------------------------- | -------------------- | ---------------------------------------------- |
| 북위 90° 0′ 동경 22° 0′  / 북위 90.000° 동경 22.000°  | 북극해               |                                                |
| 북위 80° 8′ 동경 22° 0′  / 북위 80.133° 동경 22.000°  | 노르웨이             | 스발바르 제도의 노르데우스틀란데섬             |
| 북위 79° 22′ 동경 22° 0′  / 북위 79.367° 동경 22.000° | 바렌츠해             |                                                |
| 북위 78° 33′ 동경 22° 0′  / 북위 78.550° 동경 22.000° | 노르웨이             | 스발바르 제도의 바렌트쇠위아섬과 에드게위아섬  |
| 북위 77° 31′ 동경 22° 0′  / 북위 77.517° 동경 22.000° | 바렌츠해             |                                                |
| 북위 72° 55′ 동경 22° 0′  / 북위 72.917° 동경 22.000° | 대서양               | 노르웨이해                                     |
| 북위 70° 39′ 동경 22° 0′  / 북위 70.650° 동경 22.000° | 노르웨이             | 쇠뢰위아섬                                     |
| 북위 70° 35′ 동경 22° 0′  / 북위 70.583° 동경 22.000° | 대서양               | 노르웨이해                                     |
| 북위 70° 19′ 동경 22° 0′  / 북위 70.317° 동경 22.000° | 노르웨이             |                                                |
| 북위 69° 3′ 동경 22° 0′  / 북위 69.050° 동경 22.000°  | 핀란드               |                                                |
| 북위 68° 32′ 동경 22° 0′  / 북위 68.533° 동경 22.000° | 스웨덴               |                                                |
| 북위 65° 22′ 동경 22° 0′  / 북위 65.367° 동경 22.000° | 발트해               | 보트니아만                                     |
| 북위 63° 23′ 동경 22° 0′  / 북위 63.383° 동경 22.000° | 핀란드               | 본토와 루오논마섬, 릴리안뎃섬을 비롯한 여러 섬 |
| 북위 60° 7′ 동경 22° 0′  / 북위 60.117° 동경 22.000°  | 발트해               | 에스토니아 히우마섬의 서부 해역을 지나감       |
| 북위 58° 31′ 동경 22° 0′  / 북위 58.517° 동경 22.000° | 에스토니아           | 사레마섬                                       |
| 북위 58° 14′ 동경 22° 0′  / 북위 58.233° 동경 22.000° | 발트해               |                                                |
| 북위 57° 59′ 동경 22° 0′  / 북위 57.983° 동경 22.000° | 에스토니아           | 사레마섬                                       |
| 북위 57° 57′ 동경 22° 0′  / 북위 57.950° 동경 22.000° | 발트해               |                                                |
| 북위 57° 36′ 동경 22° 0′  / 북위 57.600° 동경 22.000° | 라트비아             |                                                |
| 북위 56° 25′ 동경 22° 0′  / 북위 56.417° 동경 22.000° | 리투아니아           |                                                |
| 북위 55° 5′ 동경 22° 0′  / 북위 55.083° 동경 22.000°  | 러시아               | 칼리닌그라드 월경지                            |
| 북위 54° 20′ 동경 22° 0′  / 북위 54.333° 동경 22.000° | 폴란드               |                                                |
| 북위 49° 18′ 동경 22° 0′  / 북위 49.300° 동경 22.000° | 슬로바키아           |                                                |
| 북위 48° 23′ 동경 22° 0′  / 북위 48.383° 동경 22.000° | 헝가리               |                                                |
| 북위 47° 23′ 동경 22° 0′  / 북위 47.383° 동경 22.000° | 루마니아             |                                                |
| 북위 44° 38′ 동경 22° 0′  / 북위 44.633° 동경 22.000° | 세르비아             |                                                |
| 북위 42° 20′ 동경 22° 0′  / 북위 42.333° 동경 22.000° | 북마케도니아         |                                                |
| 북위 41° 8′ 동경 22° 0′  / 북위 41.133° 동경 22.000°  | 그리스               |                                                |
| 북위 38° 23′ 동경 22° 0′  / 북위 38.383° 동경 22.000° | 코린스만             |                                                |
| 북위 38° 19′ 동경 22° 0′  / 북위 38.317° 동경 22.000° | 그리스               | 펠로폰네소스주                                 |
| 북위 37° 1′ 동경 22° 0′  / 북위 37.017° 동경 22.000°  | 지중해               |                                                |
| 북위 32° 54′ 동경 22° 0′  / 북위 32.900° 동경 22.000° | 리비아               |                                                |
| 북위 20° 32′ 동경 22° 0′  / 북위 20.533° 동경 22.000° | 차드                 |                                                |
| 북위 13° 6′ 동경 22° 0′  / 북위 13.100° 동경 22.000°  | 수단                 |                                                |
| 북위 12° 38′ 동경 22° 0′  / 북위 12.633° 동경 22.000° | 차드                 |                                                |
| 북위 10° 52′ 동경 22° 0′  / 북위 10.867° 동경 22.000° | 중앙아프리카 공화국  |                                                |
| 북위 4° 14′ 동경 22° 0′  / 북위 4.233° 동경 22.000°   | 콩고 민주 공화국     |                                                |
| 남위 9° 45′ 동경 22° 0′  / 남위 9.750° 동경 22.000°   | 앙골라               |                                                |
| 남위 13° 0′ 동경 22° 0′  / 남위 13.000° 동경 22.000°  | 앙골라 - 잠비아 국경 |                                                |
| 남위 16° 12′ 동경 22° 0′  / 남위 16.200° 동경 22.000° | 앙골라               |                                                |
| 남위 17° 55′ 동경 22° 0′  / 남위 17.917° 동경 22.000° | 나미비아             | 카프리비                                       |
| 남위 18° 13′ 동경 22° 0′  / 남위 18.217° 동경 22.000° | 보츠와나             |                                                |
| 남위 26° 39′ 동경 22° 0′  / 남위 26.650° 동경 22.000° | 남아프리카 공화국    | 노던케이프 주 웨스턴케이프 주                  |
| 남위 34° 13′ 동경 22° 0′  / 남위 34.217° 동경 22.000° | 인도양               |                                                |
| 남위 60° 0′ 동경 22° 0′  / 남위 60.000° 동경 22.000°  | 남극해               |                                                |
| 남위 70° 9′ 동경 22° 0′  / 남위 70.150° 동경 22.000°  | 남극                 | 퀸모드랜드, 노르웨이가 영유권을 주장한다.      |

## 같이 보기
- 동경 21도
- 동경 23도